# Mengenzerlegungsproblem
Das Mengenzerlegungsproblem (oft mit set-partitioning-Problem notiert) ist ein Entscheidungsproblem der Kombinatorik. 
Es fragt, ob zu einer Menge {\displaystyle U} und {\displaystyle n} (nichtleeren) Teilmengen {\displaystyle S_{j}} von {\displaystyle U} und einer natürlichen Zahl {\displaystyle k\leq n} eine Vereinigung von {\displaystyle k} disjunkten Teilmengen {\displaystyle S_{j}}  existiert, die der Menge {\displaystyle U} entspricht. (Für durch {\displaystyle 1\leq j\leq n} indizierte {\displaystyle S_{j}} gibt es dann eine {\displaystyle k}-elementige Menge {\displaystyle K} von Zahlen {\displaystyle i} mit {\displaystyle 1\leq i\leq n}, so dass {\displaystyle \{\,S_{j}\mid j\in K\,\}} eine Zerlegung von {\displaystyle U} ist.)
Als Optimierungsproblem formuliert, wird eine Zerlegung mit möglichst kleiner Anzahl der Teilmengen {\displaystyle S_{j}} gesucht oder, falls den Teilmengen {\displaystyle S_{j}} Kosten {\displaystyle c_{j}} zugeordnet sind, eine Zerlegung mit geringsten Kosten.